# Золотые монеты для дворцового обихода
Золотые монеты для дворцового обихода (также «Дворцовые» или «Дворцовки») — отчеканенные в периоды правлений Елизаветы Петровны и Екатерины II золотые монеты номиналами в полтину, рубль и два рубля. В российской нумизматике эти монеты принято называть дворцовыми из-за версии о том, что они были отчеканены специально для императорского двора, карточных игр императриц и придворных.
Производство монет при Елизавете Петровне происходило по указам императрицы. Монеты чеканились из золота 917 пробы. Изначально планировалось сохранять строгую пропорцию по содержанию золота с империалами и полуимпериалами, однако для сокращения издержек масса мелкой монеты была незначительно уменьшена. Отсутствуют императорские указы на изготовление таких монет в правление Екатерины II, однако доподлинно известно о производстве подобных монет по сохранившимся экземплярам и сопутствующим документам.
Во многих трудах полтины, рублёвики и двухрублёвики Елизаветы и Екатерины II описываются как монеты для дворцового обихода. В XVIII веке карточная игра была популярной формой времяпрепровождения высших слоёв общества, включая императриц. По одной версии эти сравнительно мелкие монеты были призваны служить ставками в играх «на интерес» из-за запрета Елизаветой играть на крупные суммы. По другой версии они могли выступать как игровые фишки на карточном столе. Существуют документы, описывающие отправку монет в том числе и в оборот с Московского монетного двора. Также, например, партия рублёвых монет была отправлена в Ригу генерал-фельдмаршалу во время Семилетней войны.
В царствование Елизаветы Петровны золотые полтины производились в 1756 году, рубли — в 1756–1758 годах, двухрублёвики — в 1756 и 1758 годах. Аверс этих монет украшал портрет императрицы, а на реверсе изображался двуглавый орёл, не считая обратной стороны полтины, где чеканился именной вензель императрицы. Екатерина II продолжила традицию Елизаветы про производству мелкой золотой монеты. Полтины были сделаны в 1777 и 1778 годах, золотой рубль производился в 1779 году, а двухрублёвик в 1766 и 1785 годах. Традиции оформления монет были сохранены.
Специально для коллекционеров в Российской империи монетный двор изготавливал редкие недостающие экземпляры старинных монет. По этой причине появились новодельные версии мелких «дворцовых» монет. В 1890 году подобная чеканка была запрещена Александром III.

## История
В Указе Монетной канцелярии от 27 февраля 1756 года сказано, что императрица велит сделать по полтора пуда (24,57 кг) рублёвой и полтинной монет из золота 88-й золотниковой пробы (917-я метрическая) с пропорциями как у империалов и полуимпериалов, появившихся в прошлом году. Не заставил себя ждать и 29 марта был подан рапорт Монетной канцелярии в Правительствующий сенат с прошением уменьшить вес монет, немного нарушив пропорцию с империалами и полуимпериалами (это делалось с целью уменьшения расходов на производство более мелких монет). 21 июня выходит «Указ о делании на Монетных дворах золотых рублевых и двухрублевых монет», в котором сообщается о выпуске новых монет 88-й пробы, весом рублёвых равным 36 долям (≈1,6 грамма), а двухрублёвых — 73 долям золотника (≈3,2 грамма). Из текста этого же указа следует, что его публикация извещает всё государство о включении этих монет в денежный оборот «по назначенным на них ценам, без прибавления и убавления оной».
Великий князь Георгий Михайлович в своём издании о монетах Екатерины II указывает на отсутствие каких-либо сведений об изготовлении золотых полтин, рублёвиков и двухрублёвиков. В труде директора Монетной канцелярии И. А. Шлаттера «Историческое описание до монетного дела принадлежащее», дополненном А. А. Нартовым, есть сведения об особом именном повелении Екатерины II на чеканку золотых полтин 88 пробы, соответствующих пропорциям империалов и полуимпериалов и небольшой убавкой в весе для уменьшения расходов на производство. Судя по всему, двухрублёвики 1766 и 1785 годов, как и рублёвики 1779 года, изготавливались по подобным особым повелениям императрицы. По предположению Георгия Михайловича, повеление о чеканке полтинников было сделано в конце 1777 года, отсюда следует редкость золотых полтин 1778 года, которые просто не успели сделать в 1777.

## Назначение монет
В немецком издании с описанием русских монет, основанных в основном на документах, упоминаются елизаветинские полтины, рублёвики и двухрублёвики. По свидетельству составителя А. Шлёцера, они не были в обращении, так как были отчеканены для императрицы в качестве игровых монет (жетонов).
В XVIII—XIX веках карточная игра была неотделимой частью дворцовой культуры. Во время царствования Елизаветы Петровны игра в карты закрепилась и стала устойчивым элементом быта дворянства, общественная значимость карт возросла, а увлечение карточными играми стало маркером принадлежности к высшему сословию. Русский историк В. О. Ключевский при описании елизаветинского двора упоминает карточные игры:
Дворец представлял не то маскарад с переодеванием, не то игорный дом. <...> С утра до вечера шла азартная игра на крупные суммы <...>. По вечерам сама императрица принимала деятельное участие в игре. Карты спасали придворное общежитие: другого общего примиряющего интереса не было у этих людей, которые, ежедневно встречаясь во дворце, сердечно ненавидели друг друга.В. О. Ключевский
Для высоких ставок в карточных играх подходили золотые империалы или полуимпериалы, изготавливаемые для массового обращения с 1755 года. Однако уже в 1756 году начинается производство мелких золотых. И. Г. Спасский указывает, что эта чеканка велась «более для внутреннего дворцового обихода, чем для широкого обращения», однако отмечает, что такие монеты встречаются довольно часто и в значительно потёртом виде.
В 1761 году Елизавета Петровна запретила азартные игры, но разрешила играть в знатных дворянских домах и императорском дворце с оговоркой, что играть можно «не на большие, но на самые малые суммы денег, не для выигрыша, но единственно для препровождения времени».
По мнению нумизмата Джулиана Роберта, эти монеты могли быть использованы как игровые фишки и как мелочь при игре у высших слоёв общества. Вместе с тем он выражает сомнения относительно господствующей версии, что эти монеты были отчеканены для двора, особенно номиналы в один и два рубля. С 1756 по 1758 год более 130 000 золотых рублей были изготовлены на Санкт-Петербургском и Московском монетных дворах и, по мнению Джулиана, маловероятно, что все они были выпущены только для азартных игр. Он же считает, что, какова бы ни была истинная цель чеканки полтин в 1756 году, она провалилась, так как монета не выпускалась вплоть до 1777‒1778 годов в царствование Екатерины II.
В Указе из Монетной канцелярии Московской монетной конторе от 4 июля 1756 года И. А. Шлаттер описывает, куда отправлять золотые: по 10 000 рублей двухрублёвыми и рублёвыми монетами отправить в Санкт-Петербург, а остальные «употреблять в расход». Также во время Семилетней войны в Сенатском указе Монетной канцелярии от 28 марта 1757 года говорится об отправке в Ригу к генерал-фельдмаршалу Апраксину золотых рублёвиков, полуимпериалов и империалов на общую сумму 110 980 рублей. Это было сделано с расчётом на то, что золотая монета, соответствующая по весу и пробе голландскому червонцу будет беспрепятственно приниматься в Европе.
По воспоминаниям княгини Е. Р. Дашковой, Пётр III в период своего недолгого правления во время карточной игры при себе мог иметь более 10 империалов, которые нередко проигрывал. Екатерина II также увлекалась карточными играми, предпочитала играть в вист и макао, меняя кавалеров партии и беседуя с ними. Обычно при дворе было принято играть «на интерес», то есть на небольшие ставки.

## Описание

### Елизавета Петровна
Золотые полтины Елизаветы Петровны производились в 1756 году. На аверсе полтин расположен погрудный портрет императрицы в профиль, вправо; на голове малая императорская корона. В волосах украшения из драгоценных камней и жемчуга, на плечи и спину спадают завитые волосы. Бюст в платье, расшитом и украшенном драгоценностями, мантия закреплена застёжкой на правом плече. Круговая надпись: «ЕЛИСА ВЕТЪ∙IМП∙». На реверсе украшенный вензель императрицы Елизаветы Петровны (𝓔𝓟), над ним императорская корона. Круговая надпись: «ПОЛТИ НА ∙ 1756». Монеты имеют гладкий гурт. Вес монеты {\displaystyle \sim }0,80 г, чистого золота {\displaystyle \sim }0,73 г, диаметр {\displaystyle \sim }13 мм. В каталоге В. В. Биткина указан тираж — 22 389 экземпляров.
Золотые рубли в правление императрицы изготавливали в 1756—1758 годах. На аверсе рублёвых монет подобный полтинам портрет императрицы. Круговая надпись на аверсе: «Б∙М∙ЕЛИСАВЕТЪ∙I∙IМП:IСАМОД:ВСЕРОС∙» (Божьей милостью Елизавета I императрица и самодержица всероссийская). Реверс монеты украшает двуглавый орёл, увенчанный тремя императорскими коронами. На груди орла большой червлёный овальный щит с гербом Москвы. В лапах орла символы императорской власти: скипетр и держава. Круговая надпись на реверсе: «МОН ∙ ЦЕНА ∙ РȣБЛЬ ∙ 17 56 ∙». Имеют шнуровидный гурт. Вес монеты {\displaystyle \sim }1,60 г, чистого золота {\displaystyle \sim }1,47 г, диаметр {\displaystyle \sim }16 мм. На Красном монетном дворе чеканилось, по каталогу Биткина, в 1756 году — 30 789 монет, в 1757 году — 14 324, в 1758 году — 116 606; монеты 1757 года считаются редкими. На Санкт-Петербургском монетном дворе было сделано 5655 монет.
В 1756 году был отчеканен пробный золотой рубль 1756 года («орёл в облаках») с необычным реверсом. На оборотной стороне монеты двуглавый орёл с расправленными крыльями расположен в три четверти оборота влево, увенчан тремя императорскими коронами. Над орлом облако. Надпись такая же, как и у обычных золотых рублёвиков, а гурт гладкий. В каталоге Биткина монета описана как редчайшая (2–3 экземпляра).
Двухрублёвики из золота производились в 1756 и 1758 годах. На аверсе двухрублёвых монет расположен погрудный портрет императрицы в профиль, вправо; на голове малая императорская корона. В волосах украшения из драгоценных камней и жемчуга. Бюст в платье, расшитом и украшенном драгоценностями, мантия закреплена застёжкой на правом плече. Круговая надпись: «Б∙М∙ЕЛИСАВЕТЪ∙I∙IМП:IСАМОД:ВСЕРОС». Реверс подобный рублёвому. Круговая надпись: «МОН ∙ ЦЕНА ∙ ДВА ∙ РȣБЛИ ∙ 17 56 ∙». Монеты имеют шнуровидный гурт. Вес монеты {\displaystyle \sim }3,24 г, чистого золота {\displaystyle \sim }2,97 г, диаметр {\displaystyle \sim }18,5 мм.

### Екатерина II
Золотые полтины Екатерины II были изготовлены в 1777—1778 годах. На аверсе изображён погрудный портрет императрицы в профиль, вправо; на голове
малая императорская корона, вокруг которой лавровый венок. Волосы убраны назад, украшены жемчужинами и перевязаны лентами. Бюст в платье, расшитом и украшенном драгоценными камнями, на плечах лежит мантия. Через правое плечо надета лента ордена св. Андрея Первозванного. Круговая надпись: «ЕКАТЕРИ НА∙II∙IМП∙». На реверсе монеты расположен украшенный вензель императрицы Екатерины Алексеевны (𝓔𝓐), над буквами большая императорская корона. Круговая надпись: «ПОЛТИ НА ∙ 1777». Гурт гладкий. Вес монеты {\displaystyle \sim }0,65 г, чистого золота {\displaystyle \sim }0,60 г, диаметр {\displaystyle \sim }12,5 мм. Монета 1778 считается нумизматической редкостью.
Золотые рублёвые монеты чеканились при Екатерине II в 1779 году. Изображение императрицы на аверсе повторяет портрет на лицевой стороне империала 1777 года. Погрудный портрет императрицы изображён в профиль, вправо; голову украшают малая императорская корона и лавровый венок. Волосы зачёсаны назад, один локон спущен на спину, другой на правое плечо, в волосах лента. Бюст в платье, расшитом и украшенном драгоценными камнями, на плечах лежит мантия. Через правое плечо надета андреевская лента. Круговая надпись: «Б∙М∙ЕКАТЕРИНА∙II∙IМП∙ИСАМОД∙ВСЕРОС». На реверсе двуглавый орёл, увенчанный тремя императорскими коронами. На груди большой червлёный овальный щит с гербом Москвы. В лапах он держит скипетр и державу. Круговая надпись: «МОН ∙ ЦЕНА ∙ РȣБЛь ∙ 17 79 ∙». Монета имеет шнуровидный гурт. Вес монеты {\displaystyle \sim }1,31 г, чистого золота {\displaystyle \sim }1,20 г, диаметр {\displaystyle \sim }15 мм.
Золотые двухрублёвики Екатерины II производились дважды: в 1766 и в 1785 годах. На аверсе монет 1766 года погрудный портрет императрицы в профиль, вправо; на голове малая императорская корона. Зачёсанные назад волосы перевязаны лентами и украшены жемчужинами. Бюст в расшитом и украшенном драгоценными камнями платье, на плечах лежит мантия. Через правое плечо надета лента ордена св. Андрея Первозванного. Под изображением знак монетного двора: СПб. Круговая надпись: «Б∙М∙ЕКАТЕРИНА∙II∙IМП∙IСАМОД∙ВСЕРОС». На реверсе двуглавый орёл, увенчанный тремя императорскими коронами. На груди большой червлёный овальный щит с гербом Москвы. В лапах он держит скипетр и державу. Круговая надпись: «МОН ∙ ЦЕНА ∙ ДВА ∙ РȣБЛИ ∙ 17 66 ∙». Гурт шнуровидный.
Аверс на двухрублёвиках 1785 года содержит погрудный портрет императрицы в профиль, вправо; на голове малая императорская корона и лавровый венок. Зачёсанные назад волосы перевязаны лентами и украшены жемчужинами. Бюст в платье, расшитом и украшенном драгоценными камнями, на плечах горностаевая мантия, украшенная императорскими орлами. плечах лежит мантия. Через правое плечо надета лента ордена св. Андрея Первозванного. Под изображением знак монетного двора: СПб. Круговая надпись: «Б∙М∙ЕКАТЕРИНА∙II∙IМП∙ИСАМОД∙ВСЕРОС∙». Орёл на реверсе подобен изображению 1766 года. Круговая надпись: «МОН ∙ ЦЕНА ∙ ДВА ∙ РȣБЛИ ∙ 17 85 ∙». Гурт шнуровидный. Вес монеты {\displaystyle \sim }2,26 г, чистого золота {\displaystyle \sim }2,40 г, диаметр {\displaystyle \sim } 17-18 мм. Двухрублёвиков 1786 года не существует, на некоторых экземплярах цифра 5 похожа на 6.

## Новоделы
Нумизматическое понятие «новодел» означает повторение старинной монеты, легально (или полулегально) отчеканенное на государственном монетном дворе старыми или специально созданными для этого штемпелями. Начиная с конца XVIII века мюнцкабинет (собрание монет и медалей) начинает восприниматься как необходимый «статусный» атрибут библиотеки светского просвещённого человека, ценящего искусство. Для удовлетворения потребности в наполнении коллекций редкими монетами на Санкт-Петербургском монетном дворе изготавливали новоделы вплоть до 1890 года, когда по прошению великого князя Георгия Михайловича чеканка была запрещена указом императора Александра III.
Чеканка новоделов «дворцовых» монет также осуществлялась. Например, существуют новодельные экземпляры золотой полтины Екатерины II с рубчатым гуртом, новоделы редких полтин 1778 года. Изготавливались новодельные двухрублёвики и полтинники 1756 года. На изображении представлен пробный новодельный рубль 1756 года.